# Francis Veber
Francis Veber (ur. 28 lipca 1937 w Neuilly-sur-Seine) – francuski reżyser, scenarzysta i producent filmowy.

## Życiorys
Specjalizuje się w filmach komediowych, był autorem scenariusza do filmów Tajemniczy blondyn w czarnym bucie oraz Powrót tajemniczego blondyna z Pierre'em Richardem w rolach głównych. Ten sam aktor wystąpił w filmie Zabawka (1976), debiucie reżyserskim Vebera, a także w jego kolejnych trzech filmach (Pechowiec, Trzech ojców i Zbiegowie), w których tworzył duet z Gerardem Depardieu. Filmy te doczekały się swoich amerykańskich remake'ów. Remake Zbiegów (Trójka uciekinierów) był także reżyserowany przez Vebera, zaś do filmu Dzień ojca (w reżyserii Ivana Reitmana) został wykorzystany oryginalny scenariusz Vebera.
Scenariusz filmu Klatka szaleńców był nominowany do Oscara w 1980 roku w kategorii najlepszy scenariusz adaptowany. Scenariusze do filmów Pechowiec, Trzech ojców i Zbiegowie były nominowane do nagrody Cezara. Nagrodę uzyskał scenariusz do filmu Kolacja dla palantów (1998). Film ten był nominowany także w kategoriach najlepszego filmu i najlepszej reżyserii.
Zasiadał w jury konkursu głównego na 38. MFF w Cannes (1985).

## Filmografia

### Reżyser
- Zabawka (Le Jouet) (1976)
- Pechowiec (La Chèvre) (1981)
- Trzech ojców (Les Compères) (1983)
- Zbiegowie (Les Fugitifs) (1986)
- Trójka uciekinierów (Three Fugitives) (1989)
- Zwariowane wakacje (Out on a Limb) (1992)
- Jaguar (Le Jaguar) (1996)
- Kolacja dla palantów (Le Dîner de cons) (1998)
- Plotka (Le Placard) (2001)
- Przyjaciel gangstera (Tais-toi!) (2003)
- Czyja to kochanka? (La Doublure) (2006)
- Upierdliwiec (L'Emmerdeur) (2008)

### Autor scenariusza
- Appelez-moi Mathilde (1969)
- Był sobie glina... (Il était une fois un flic) (1971)
- Tajemniczy blondyn w czarnym bucie (Le Grand blond avec une chaussure noire) (1972)
- Natręt (L'Emmerdeur) (1973)
- Najwspanialszy (Le Magnifique) (1973)
- Waliza (La Valise) (1973)
- Powrót tajemniczego blondyna (Le Retour du grand blond) (1974)
- Powodzenia, stary! (Adieu Poulet) (1975)
- Jak zrobić pierwszy film (On aura tout vu) (1976)
- Zabawka (Le Jouet) (1976)
- Klatka szaleńców (La Cage aux folles) (1978)
- Gadaj zdrów (Cause toujours... tu m'intéresses) (1979)
- Coup de tête (1979)
- Niedzielni kochankowie (Sunday Lovers) (1980)
- Klatka szaleńców II (La Cage aux folles II) (1980)
- Pechowiec (La Chèvre) (1981)
- Partnerzy (Partners) (1982)
- Trzech ojców (Les Compères) (1983)
- Człowiek w czerwonym bucie (The Man with One Red Shoe) (1985)
- Zbiegowie (Les Fugitifs) (1986)
- Trójka uciekinierów (Three Fugitives) (1989)
- Tata i małolata (My Father the Hero) 	(1994)
- Jaguar (Le Jaguar) (1996)
- Duch z szoferem (Fantôme avec chauffeur) (1996)
- Dzień ojca (Fathers' Day) (1997)
- Kolacja dla palantów (Le Dîner de cons) (1998)
- Zagubione listy (Dead Letter Office) (1998)
- Plotka (Le Placard) (2001)
- Przyjaciel gangstera (Tais-toi!) (2003)
- Czyja to kochanka? (La Doublure) (2006)
- Upierdliwiec (L'Emmerdeur) (2008)